# Destiny (Hvězdná brána)
Destiny je fiktivní kosmická loď ze sci-fi světa Hvězdné brány. Jde o antickou průzkumnou loď, vyslanou na svou cestu téměř před 60 miliony lety ze Země. Antikové vyslali před Destiny několik automatizovaných lodí, které měly konstruovat a rozmisťovat hvězdné brány na obyvatelných planetách v různých galaxiích, kterými prolétaly. Destiny měla tyto lodě následovat a měla za cíl něco velmi důležitého. Antikové zachytili vzor v mikrovlnném kosmickém záření, které pocházelo z doby velkého třesku a nebyl zřejmě přirozeného původu. Vzor byl však neúplný a nebylo možno zrekonstruovat zprávu v něm obsaženou. Antikové tedy vyslali Destiny, aby nalezla další zlomky této zprávy a mohli tak zjistit její obsah. Neměli v plánu být na lodi po celý let, ale až bude dostatečně daleko, projít na ní hvězdnou bránou. To se však neuskutečnilo, protože se Antikové povznesli a tento plán opustili. Destiny však dále sama pokračovala ve své cestě od planety k planetě, od galaxie ke galaxii po milióny let. Během své dlouhé cesty utrpěla Destiny mnoho poškození. Na několika místech má protržený trup. Tyto místa chrání štíty lodi, avšak krytí všech poruch není dostatečné, a proto loď automaticky uzavřela některé své části.
Délka lodi je 747 m, šířka 517 m a výška 100 m.[zdroj⁠?!]
Adresa brány je:  

                                          

## Z Mléčné dráhy na Destiny
Icarus je planeta, která má obrovské množství energie, která je potřeba pro spojení brány v Mléčné dráze s bránou na Destiny. Dr. Nicholas Rush se marně pokoušel přijít na to, jak vytočit adresu s devíti symboly, kterou získali na Atlantidě. Prvním problémem bylo přesné množství energie, které je potřeba. Na to přišel „pouhý hráč hry Prometheus“ Eli Wallace. I přes správné množství energie však adresa stále nešla zadat. Problém opět vyřešil Eli Wallace, kterého napadlo zadat jako devátý symbol – výchozí bod – Zemi, domov Antiků. Vytočení brány se podařilo až při napadení planety Luciánskou aliancí. Někteří lidé ze základny Icarus zahynuli v boji a jiní odešli na Destiny.
Jakmile lidé ze Země prošli na Destiny, zjistili, že většina lodi byla buď poškozená nebo nepřístupná. Hladina energie a kyslíku rychle ubývala. Posádce se podařilo opravit filtrační systém. Poté Destiny vyřešila své problémy s nedostatkem energie průletem hluboko do hvězdy, kde se dobila, jak říkal Dr. Niclolas Rush: Tato loď je doslova na solární energii, kterou získává z hvězd.